# Anelasmocephalus lycosinus
Anelasmocephalus lycosinus is een hooiwagen uit de familie kaphooiwagens (Trogulidae). De wetenschappelijke naam van Anelasmocephalus lycosinus gaat terug op Sørensen.